# Ljubow Nepop

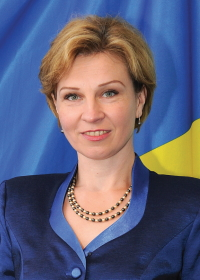
Ljubow Nepop (2020)

Ljubow Wassyliwna Nepop (ukrainisch Любов Василівна Непоп; * 23. August 1971 in Kiew, Ukrainische SSR, Sowjetunion) ist eine ukrainische Diplomatin und Botschafterin. Sie war von Mai 2016 bis Juli 2022 Botschafterin der Ukraine in Ungarn.
Ljubow Nepop ist seit 1. Januar 2021 auch Präsidentin der Donaukommission.

## Berufsweg
Ljubow Nepop absolvierte ein Studium der Linguistik an der Nationalen Taras-Schewtschenko-Universität Kiew. Sie trat in den diplomatischen Dienst der Ukraine an und war von 1996 bis 1997 Attaché der Abteilung für Europa und Amerika im Außenministerium der Ukraine. Bis 2000 war sie als Attaché im Range eines Dritten Sekretärs an der Botschaft in Budapest tätig. Nepop kehrte an das Außenministerium zurück, wo sie in der Abteilung für politische Analyse und Planung zur Ersten Sekretärin aufstieg.
An der Botschaft in Sofia war Nepop von 2004 bis 2007 Botschaftsrätin, zuletzt vertrat sie den Geschäftsträger. Als Gesandtin-Botschaftsrätin wechselte sie bis 2008 nach Budapest. Beim Außenministerium wurde sie dann stellvertretende Direktorin der Abteilung für die NATO.
Als Gesandtin-Botschaftsrätin war Nepop von 2011 bis 2016 Stellvertreterin des Ständigen Vertreters bei der Europäischen Union, wobei sie für acht Monate amtierend tätig war. Ljubow Nepop war von Mai 2016 bis Juli 2022 als außerordentliche und bevollmächtigte Botschafterin der Ukraine in Ungarn akkreditiert. Am 5. Oktober 2016 übernahm sie auch die Vertretung des Landes bei der Donaukommission.
Nepop spricht Ungarisch, Englisch, Bulgarisch, Polnisch, Spanisch und Russisch.